# Гунна
Гунна или Уна (фр. Hunna, ум. в 679 году) — французская святая. День памяти — 15 апреля.
Святая Гунна была дочерью герцога, она вышла замуж за Гуно Гуннаветйера (Huno of Hunnawetyer). Посвятив себя служению бедным женщинам Страсбурга, она выставляла им чаны молока, за что была прозвана «святой дояркой».
Её сына крестил св. Деодат Неверский (Deodatus of Nevers), и его тоже звали Деодат. Его также почитают святым.
Святая Гунна почитается покровительницей прачек.

## Почитание
Причислена к лику святых в 1520 году папой Римским Львом X.